# Pristimantis pseudoacuminatus
Pristimantis pseudoacuminatus es una especie de anfibio anuro de la familia Craugastoridae.

## Distribución
Esta especie habita entre los 330 y 570 m de altitud en la cuenca alta del Amazonas:
- en Colombia en el departamento de Putumayo;
- en Ecuador en las provincias de Sucumbíos, Orellana y Pastaza;
- en Perú en la región de Loreto.[4]

## Publicación original
- Shreve, 1935 : On a new teiid and Amphibia from Panama, Ecuador and Paraguay. Occasional Papers of the Boston Society of Natural History, vol. 8, p. 209-218[5]